# 박한근
박한근(1981년 12월 9일 ~ )은 대한민국의 뮤지컬 배우이다. 기후라는 예명으로 가수 데뷔하여 활동하기도 했다.

## 출연 및 참여 작품

### 1. 뮤지컬
| 2004년                                           | 2004년                       | 2004년            | 2004년                           |
| ------------------------------------------------ | ---------------------------- | ----------------- | -------------------------------- |
| 한러합작 어린이 뮤지컬 《백설공주와 일곱난장이》 | 왕자 역                      | 04/01/16~04/02/08 | 코엑스 3F 오디토리움             |
| 2007년                                           |                              |                   |                                  |
| 《찰리 브라운》                                  | 라이너스 역                  | 07/04/07~07/06/03 | 더굿씨어터                       |
| 2009년                                           |                              |                   |                                  |
| 《거울공주평강이야기》                           | 이야기소년 역                | 09/04/23~09/04/25 | 국립극장 KB청소년하늘극장        |
| 2009 대구국제뮤지컬 페스티벌 《싱싱싱》          | 이송 역                      | 09/07/02~09/07/05 | 영남대학교 천마아트센터 그랜드홀 |
| 《Sing, Sing, Sing》                             | 이송 역                      | 09/07/24~09/08/30 | CTS 아트홀                       |
| 2012년                                           |                              |                   |                                  |
| 《모차르트 오페라 락》                           | 모차르트 역                  | 12/02/14~12/03/11 | 대구 계명아트센터                |
| 《모차르트 오페라 락》                           | 모차르트 역                  | 12/03/30~12/04/29 | 성남아트센터                     |
| 《락 오브 에이지》                               | 드류 역                      | 12/11/16~13/02/03 | 우리금융아트홀                   |
| 2013년                                           |                              |                   |                                  |
| 《락 오브 에이지》                               | 드류 역                      | 12/11/16~13/02/03 | 우리금융아트홀                   |
| 《블랙 메리 포핀스》                             | 한스 시몬 역                 | 13/08/01~13/10/27 | 이해랑 예술극장                  |
| 《아가사》                                       | 레이몬드 애쉬튼 역           | 13/12/31~14/02/23 | 이해랑 예술극장                  |
| 2014년                                           |                              |                   |                                  |
| 《아가사》                                       | 레이몬드 애쉬튼 역           | 13/12/31~14/02/23 | 이해랑 예술극장                  |
| 《아가사》                                       | 레이몬드 애쉬튼 역           | 14/03/01~14/04/27 | 대명문화공장 2관 라이프웨이홀    |
| 《블랙 메리 포핀스》                             | 한스 시몬 역                 | 14/06/10~14/08/31 | 아트원씨어터 1관                 |
| 《더 넥스트 페이지》                             | 아빠, 하늘, 개구리, 왕자2 역 | 14/12/17~14/12/23 | 안산문화예술의전당 달맞이극장    |
| 2015년                                           |                              |                   |                                  |
| 《아가사》                                       | 레이몬드 애쉬튼 역           | 15/02/11~15/05/10 | 홍익대 대학로 아트센터           |
| 《고래고래》                                     | 백병태 역                    | 15/09/11~15/11/15 | 광림아트센터 BBCH홀              |
| 《머더발라드》                                   | 마이클 역                    | 15/11/21~16/02/06 | 충무아트센터 중극장 블랙         |
| 2016년                                           |                              |                   |                                  |
| 《머더발라드》                                   | 마이클 역                    | 15/11/21~16/02/06 | 충무아트센터 중극장 블랙         |
| 《신과 함께 가라》                               | 아르보 역                    | 16/02/23~16/03/06 | 동숭아트센터 동숭홀              |
| 《알타보이즈》                                   | 마크 역                      | 16/06/14~16/08/07 | 대학로 유니플렉스 1관            |
| 《고래고래》                                     | 백병태 역                    | 16/08/18~16/11/13 | 대학로 유니플렉스 1관            |
| 《로미오와 줄리엣》                              | 머큐쇼 역                    | 16/12/16~17/03/05 | 두산아트센터 연강홀              |
| 2017년                                           |                              |                   |                                  |
| 《로미오와 줄리엣》                              | 머큐쇼 역                    | 16/12/16~17/03/05 | 두산아트센터 연강홀              |
| 광염소나타》                                     | J 역                         | 17/04/25~17/07/16 | 대학로 JTN아트홀 1관             |
| 《빈센트 반 고흐》                               | 빈센트 역                    | 17/11/04~18/01/28 | 충무아트센터 중극장 블랙         |
| 《올슉업》                                       | 데니스 역                    | 17/11/24~18/02/11 | 홍익대 대학로 아트센터           |
| 2018년                                           |                              |                   |                                  |
| 《빈센트 반 고흐》                               | 빈센트 역                    | 17/11/04~18/01/28 | 충무아트센터 중극장 블랙         |
| 《올슉업》                                       | 데니스 역                    | 17/11/24~18/02/11 | 홍익대 대학로 아트센터           |
| 몽니 드라마 콘서트 《2018 Grown Up》             | He 역                        | 18/01/10~18/01/28 | 웨스트브릿지                     |
| 《스모크》                                       | 海 역                        | 18/04/24~18/07/15 | 대명문화공장 2관 라이프웨이홀    |
| 김수로 Curated12 《문 스토리》                   | 나이헌 역                    | 18/07/27~18/07/29 | 현대카드 UNDERSTAGE              |
| 《오!캐롤》                                      | 게이브 역                    | 18/08/16~18/10/21 | 디큐브아트센터                   |
| 《1446》                                         | 전해운 역                    | 18/10/05~18/12/02 | 국립중앙박물관 극장 용           |
| 《광염소나타 (일본) 》                           | J 역                         | 18/11/24          | Hulic Hall Tokyo                 |
| 2019년                                           |                              |                   |                                  |
| 《아랑가》                                       | 개로 역                      | 19/02/01~19/04/07 | 대학로 TOM 1관                   |
| 《달과 6펜스》                                   | 유안 역                      | 19/03/01~19/04/21 | 대학로 TOM 2관                   |
| 《광염소나타》                                   | J 역                         | 19/4/26~19/05/12  | SMTOWN THEATRE 코엑스아티움      |
| 《에드거 앨런 포 - 스페셜 버전》                 | 포 역                        | 19/08/27~19/10/04 | JTN아트홀 1관                    |
| 《차가운 심장 Part 2.》                          | 페터 역                      | 19/12/07~19/12/29 | 소월아트홀                       |
| 《6시 퇴근》                                     | 장보고 역                    | 19/12/10~20/02/16 | JTN아트홀 1관                    |
| 2020년                                           |                              |                   |                                  |
| 《6시 퇴근》                                     | 장보고 역                    | 19/12/10~20/02/16 | JTN아트홀 1관                    |
| 《어나더 어스》                                  | 람 역                        | 20/03/07~20/03/15 | 동양예술극장 2관                 |
| 《6시 퇴근》                                     | 장보고 역                    | 20/05/22~20/07/26 | 대학로 고스트씨어터              |
| 《블러디 사일런스 : 류진 더 뱀파이어 헌터》      | 생제르맹 역                  | 20/08/15~20/11/01 | 대학로 TOM 2관                   |
| 2021년                                           |                              |                   |                                  |
| 《문 스토리》                                    | 나이헌 역                    | 21/04/08~21/06/20 | 드림아트센터 4관                 |
| 《조선변호사》 (제15회 DIMF 창작지원작)          | 김한 역                      | 21/06/25~21/06/27 | 대구 봉산문화회관 가온홀         |
| 《창업》                                         | 정몽주 역                    | 21/08/27~22/01/30 | 대학로 SH아트홀                  |
| 2022년                                           |                              |                   |                                  |
| 《창업》                                         | 정몽주 역                    | 21/08/27~22/01/30 | 대학로 SH아트홀                  |
| 《블러디 사일런스 : 류진 더 뱀파이어 헌터》      | 생제르맹 역                  | 22/03/15~22/05/15 | 대학로 TOM 2관                   |
| 《가객 박인환》                                  | 박인환 역                    | 22/08/14          | 인제 하늘내린센터 대공연장       |
| 《아이즈 - 너를 보는 나》                        | 안효근 역                    | 22/10/07~22/10/08 | 홍천문화예술회관                 |
| 《아이즈 - 너를 보는 나》                        | 안효근 역                    | 22/10/15~22/10/16 | 영월문화예술회관                 |
| 《아이즈 - 너를 보는 나》                        | 안효근 역                    | 22/10/29          | 치악예술관                       |
| 《아이즈 - 너를 보는 나》                        | 안효근 역                    | 22/11/07          | 태백문화예술회관                 |
| 《신비한 가》                                    | 성주신 역                    | 22/12/23~22/12/25 | 대전시립연정국악원 작은마당      |
| 2023년                                           |                              |                   |                                  |
| 《광염소나타》                                   | J 역                         | 23/03/13~23/06/04 | 드림아트센터 1관                 |

### 2. 연극
| 2013년                              | 2013년               | 2013년            | 2013년                          |
| ----------------------------------- | -------------------- | ----------------- | ------------------------------- |
| 《올모스트 메인》 (ep#5. They Fell) | 랜디 역              | 13/11/11~13/01/19 | 대학로 예술마당 4관             |
| 2014년                              |                      |                   |                                 |
| 《밑바닥에서》                      | 싸친 역              | 14/03/01~14/03/30 | 대학로 예술마당 4관             |
| 《밑바닥에서》                      | 싸친 역              | 14/04/19~14/04/20 | 제주문예회관 대극장             |
| 《밑바닥에서》                      | 싸친 역              | 14/04/26          | 함안문화예술회관 대공연장       |
| 《발레선수》                        | 우용근 역            | 14/11/18~15/02/15 | 대학로뮤지컬센터 4층 공간피꼴로 |
| 2023년                              |                      |                   |                                 |
| 《쇄골에 천사가 잠들고 있다》       | 미도리카와 타쿠지 역 | 23/03/30~23/04/16 | 대학로 자유극장                 |

### 3. 콘서트, 이벤트 등
| 2012년                                                                      | 2012년            | 2012년                              |
| --------------------------------------------------------------------------- | ----------------- | ----------------------------------- |
| 토크콘서트 <THE MUSICAL STORY ~Memory of Mozart Opera Rock~>                | 12/05/27          | 대구 대덕문화전당                   |
| 서울뮤지컬페스티벌 예그린앙코르 <중독>                                      | 12/08/09          | 충무아트홀 소극장 블루              |
| <락 오브 에이지> 쇼케이스 '미칠 樂'                                         | 12/10/31          | 홍대 V-HALL                         |
| 2013년                                                                      |                   |                                     |
| 파차 이비자 월드 투어                                                       | 13/07/06          | 쉐라톤그랜드워커힐호텔 워커힐씨어터 |
| 프로젝트시야 콘서트 <작곡가 이나오 편>                                      | 13/08/30          | 프로젝트박스 시야                   |
| 2014년                                                                      |                   |                                     |
| 일단드루와 Frank Show <수상한 가정부>                                       | 14/09/20          | 아트센터K 동그라미극장              |
| 정의욱 정철호의 고고고쇼 in 대구 <뮤지컬 모차르트 오페라 락 특집>           | 14/09/29          | 문화예술전용극장 CT                 |
| 이석준의 이야기쇼 67회 <뿌리특집>                                           | 14/10/27          | 쁘띠첼 씨어터                       |
| 2015년                                                                      |                   |                                     |
| 더뮤지컬 창간 15주년 콘서트 <The New Musical Concert>                       | 15/07/13          | 광림아트센터 BBCH홀                 |
| 뮤지컬 토크 콘서트 Who am I 24번째 이야기 <박한근 송원근>                   | 15/08/27          | 올림푸스홀                          |
| 월요쇼케이스 <뮤지컬 고래고래>                                              | 15/08/31          | 이대 삼성홀                         |
| 뮤지컬 <머더 발라드> 쇼케이스                                               | 15/11/17          | 현대카드 UNDERSTAGE                 |
| 트루맨 Show 17회, 박한근 편 <그대와 함께>                                   | 15/12/07          | 홍대 레드빅스페이스                 |
| 2016년                                                                      |                   |                                     |
| 트루맨 Show 21회, 문진아 편 (MC) <사랑해 사랑해 사랑해>                     | 16/04/04          | 홍대 레드빅스페이스                 |
| 안PD의 보이는 라디오 -내 인생의 다이어리- 32회                              | 16/04/25          |                                     |
| 콘서트 미켈레 & 로랑 ~두 남자의 광기~ (게스트)                              | 16/06/30          | KT&G 상상아트홀                     |
| 함양산삼축제 <뮤지컬갈라콘테스트>                                           | 16/08/01          | 함양 상림공원                       |
| 뮤지컬 <고래고래> 콘서트                                                    | 16/08/04          | 현대카드 UNDERSTAGE                 |
| 2016 자라섬 뮤지컬 페스티벌 <알타보이즈>                                    | 16/09/03          | 자라섬                              |
| 2016 K-musical Road Show in Shanghai <신과 함께 가라>                       | 16/10/12          | 상하이 윈펑극장                     |
| Musical Concert Love Christmas                                              | 16/12/23          | 라움아트센터 마제스틱볼룸           |
| 뮤톡콘서트 <송년회>                                                         | 16/12/30          | 홍대 레드빅스페이스                 |
| 2017년                                                                      |                   |                                     |
| 2017 최수형 콘서트 "36.5도 part.2 (게스트)                                  | 17/03/12          | 대학로 굿씨어터                     |
| Song for you 10화 허규편 "피터팬 컴플렉스" (게스트)                         | 17/03/25          | 이해랑 예술극장                     |
| 영화 <마차타고 고래고래> OST 콘서트                                         | 17/05/15          | YES24 LIVE HALL                     |
| 뮤지컬 <아담> 시범공연 (카인 역)                                            | 17/05/17          | 평강제일교회 모리아성전             |
| 뮤톡콘서트 <the voice, 더 특별한 청음회> -강태을&이경수&박인배 편- (게스트) | 17/06/12          | 홍대 레드빅스페이스                 |
| Laurent Ban Live in Seoul ~한 여름밤의 꿈~ (게스트)                         | 17/07/01          | 홍대 잭비님블                       |
| 제1회 제주 뮤지컬 페스티벌 - 뮤지컬 갈라쇼 (MC)                             | 17/07/29          | 제주 함덕 서우봉 해변               |
| 춤.신.춤.왕. 선상 뮤지컬 파티 On Stage                                      | 17/08/14          | 한강유람선 아라호                   |
| 2017 The Musical Festival in GALAXY                                         | 17/09/09          | 난지한강공원                        |
| 유네스코가 선택한 대구 기념음악회                                           | 17/11/27          | 대구 오페라하우스                   |
| 2018년                                                                      |                   |                                     |
| 뮤톡콘서트 <김수용 박한근 정상윤>                                           | 18/02/19          | 홍대 레드빅스페이스                 |
| DCF FACTORY op.24 <3PIANOS> (게스트)                                        | 18/02/24          | 대명문화공장 1관 비발디파크홀       |
| 광염소나타 콘서트                                                           | 18/03/19          | 대학로 유니플렉스 1관               |
| 한국뮤지컬 Live vol.1 <허규&박한근 콘서트 "with you">                       | 18/03/24          | 오모테산도GROUND                    |
| 뮤직할 : <초콜릿> - 달콤쌉싸름한 뮤지컬 이야기                              | 18/06/23          | 복합문화공간 사유                   |
| 뮤톡콘서트 <황만익 김수용 김지철 MC.박한근>                                 | 18/07/02          | 홍대 레드빅스페이스                 |
| 신한카드 DEEP MUSIC FESTA: PRIVATE ROOM (최수형, 박한근, 이지수, 조환지)    | 18/09/09          | 신한카드 FAN스퀘어 라이브홀         |
| DCF FACTORY <3PIANOS:SMOKE> (게스트)                                        | 18/11/03          | 대명문화공장 1관 비발디파크홀       |
| 고래고래 '1번국도' 단독 콘서트                                              | 18/12/22          | 홍대 무브홀                         |
| 2019년                                                                      |                   |                                     |
| Pop Up Concert <김수용 양소민 박한근 한세라>                                | 19/01/17          | 대학로 TOM 1관                      |
| Open Sight 1. 뮤지컬 〈아랑가〉 쇼케이스                                    | 19/01/20~19/01/21 | CJ아지트 대학로                     |
| Pop Up Concert <허규 박한근 정상윤>                                         | 19/01/22          | 대학로 TOM 1관                      |
| 다미로 콘서트 - A Melody of Memories (게스트)                               | 19/02/24          | 대학로 유니플렉스 1관               |
| 유승현 1st CONCERT <VOICE&STORY> (게스트)                                   | 19/06/16          | 홍대 케이아트 디딤홀                |
| Unigram Concert <With you vol.2 강태을 & 박한근>                            | 19/09/28          | 오모테산도GROUND                    |
| 2020년                                                                      |                   |                                     |
| レジェンド達のラプソディ〜冬〜                                              | 20/01/15~20/01/16 | 티아라고토 소홀                     |
| 2021년                                                                      |                   |                                     |
| NOW and THEN : 다미로 10주년 콘서트 (게스트)                                | 21/11/13~21/11/14 | 세종문화회관 S씨어터                |
| 2022년                                                                      |                   |                                     |
| MOVEMENT : 이현정 데뷔 10주년 안무콘서트 (게스트)                           | 22/03/13~22/03/14 | 백암아트홀                          |
| 오걸작 - 오선지 걸어가는 작곡가 (허수현 작곡가) (게스트)                    | 22/05/26~22/05/28 | 국립정동극장                        |
| The KoNcert-KoNtinue (MC, 게스트)                                           | 22/06/18          | TOKYO 座・高円寺２                  |
| The KoNcert-KoNtinue (MC, 게스트)                                           | 22/07/09          | OSAKA アゼリア大正ホール            |
| 오래된서점 뮤직페스타 뮤지컬 갈라쇼 (황만익 김수용 박한근)                  | 22/08/26          | 파주 오래된서점                     |
| 시네마콘서트 Goodbye Summer                                                 | 22/09/01          | 광화문광장 놀이마당                 |
| The KoNcert-KoNtinue (MC, 게스트)                                           | 22/09/17          | 광림아트센터 장천홀                 |
| 2023년                                                                      |                   |                                     |
| TIMELESS 유한나 콘서트 (게스트)                                             | 23/06/26          | 연희예술극장                        |
| 東京都大学路(도쿄도 대학로) ~박한근&유승현 편~                              | 23/09/16          | 西荻センターホール                  |
| 오래된서점 뮤직페스타 뮤지컬 갈라쇼 (황만익 김수용 박한근)                  | 23/10/27          | 파주 오래된서점                     |
| 뮤지컬 <수레바퀴 아래서> 창작진과 함께하는 토크 콘서트                      | 23/12/21          | 광진정보도서관 영화음악감상실       |
| 2024년                                                                      |                   |                                     |
| 유메토모 10주년 기념 한국 특별 콘서트                                       | 24/11/08~24/11/10 | 흰물결아트센터 화이트홀             |
| 안중근 書, 대한민국 歌                                                      | 24/12/15          | 대한민국역사박물관 3층 다목적홀     |

### 4. 낭독, 리딩
| 2014년                                                 | 2014년             | 2014년   | 2014년                                             |
| ------------------------------------------------------ | ------------------ | -------- | -------------------------------------------------- |
| 강동아트센터 시범공연 <뮤지컬 파리넬리> 리딩           | 래리펀치 역        | 14/06/26 | 강동아트센터                                       |
| 2018년                                                 |                    |          |                                                    |
| 글로벌뮤지컬라이브 시즌3 <다이얼> 테이블리딩           | 임남일 역          | 18/09/17 | 홍익대 아트센터 콘텐츠코리아랩 10층 카카오상생센터 |
| 2019년                                                 |                    |          |                                                    |
| 글로벌뮤지컬라이브 시즌4 <뱅크시> 테이블리딩           | 뱅크시 역          | 19/06/24 | 대학로 공연배달서비스 간다 연습실                  |
| 뮤지컬하우스 BLACK&BLUE 시즌6 리딩                     |                    | 19/09/02 |                                                    |
| 데뷔를 대비하라 <블러디 사일런스> 쇼케이스             | 대건 역            | 19/11/12 | 콘텐츠문화광장 스테이지 66                         |
| 2021년                                                 |                    |          |                                                    |
| 서울예술단 창작가무극 공모 낭독공연 <조선미인별전>     | 무동, 김대감 외 역 | 21/02/24 | CJ아지트 대학로                                    |
| 2021 콘텐츠창의인재동반사업 창작뮤지컬 낭독공연 <나넬> | 요한 역            | 21/10/29 | 성수아트홀                                         |

### 5. 연출
| 2022년                                                           | 2022년            | 2022년            |
| ---------------------------------------------------------------- | ----------------- | ----------------- |
| 2022 네버엔딩플레이 뮤지컬 리딩 쇼케이스 시즌2 <수레바퀴 밑에서> | 22/11/25          | 대학로 자유극장   |
| 2023년                                                           |                   |                   |
| 뮤지컬 <수레바퀴 밑에서>                                         | 23/06/13~23/08/20 | 드림아트센터 3관  |
| 2024년                                                           |                   |                   |
| 뮤지컬 리딩 워크샵 <랩퍼토리> 총괄 연출                          | 24/7/8~24/7/9     |                   |
| 뮤지컬 융합 창작랩 쇼케이스 <시디스>                             | 24/10/18          | 예그린씨어터      |
| 2025년                                                           |                   |                   |
| 뮤지컬 리딩 워크샵 <랩퍼토리> 총괄 연출                          | 25/1/20           |                   |
| 뮤지컬 <소란스러운 나의 서림에서>                                | 25/4/8~25/6/21    | et theatre 1      |
| 뮤지컬 <보이스 오브 햄릿>                                        | 25/5/16~25/6/28   | 국립극장 하늘극장 |
| 뮤지컬 <르 마스크>                                               | 25/8/6~25/11/9    | et theatre 1      |

### 6. 영화
| 2017년 | 《마차타고 고래고래》 | 불량고딩 역 |

## 디스코그래피

### 1. 앨범
| 《Redrum 327》 | 2003/7/23 |

### 2. 드라마 OST
| SBS 드라마 | 《형수님은 열아홉》 OST | 사랑했던 기억 / 절반의 사랑 / 이해해주겠니 | 2004/08/24 |
| MBC 드라마 | 《원더풀 라이프》 OST   | 너라는 걸 / 상상 / 행복하라는 그 말        | 2005/03/21 |
| MBC 드라마 | 《굳세어라 금순아》 OST | 사랑할 순 없는 거죠                        | 2005/04/21 |

### 3. 싱글/음원
| 《TEARIS》                                        | 1st Single         | 2009/10/14 |
| 《그날이 오면》                                   | Glossy 2nd Single  | 2015/08/19 |
| 《The Last Letter》 (with 박한근, Lisa Lim, 루브) | 월간 다미로 vol.11 | 2017/11/02 |
| 《뷰티풀라이프》 (Male Ver.)                      | 연극 뷰티풀라이프  | 2020/01/06 |